# Bonanza (Arkansas)
Bonanza è una città statunitense situata nello Stato dell'Arkansas, nella Contea di Sebastian.